# Hutin Britton
Nelly Hutin Britton (o Nellie) (24 de abril de 1876 – † 3 de septiembre de 1965), fue una actriz inglesa. Se la recuerda por sus interpretaciones de Shakespeare en los inicios del siglo XX.

## Biografía
Britton nació en Reading, Berkshire, Inglaterra, en 1876. Su primera actuación en el teatro fue con la compañía de Francis Robert Benson en 1901, en la obra Enrique V. Entre los papeles en obras de William Shakespeare que interpretó destacan Hero en Mucho ruido y pocas nueces (1903), Ofelia en Hamlet (1909), lady Elizabeth en Ricardo III (1909) y lady Macbeth en el Royal Shakespeare Theatre (1911).
En 1903 se casó con el actor Matheson Lang en Londres y posteriormente a menudo actuaron juntos en el teatro y, más adelante, en el cine. En 1906 fue Arganthael en la obra de Joseph Comyns Carr Tristram and Iseult, representada en el Teatro Adelphi, con Lang en el papel de Tristram. 
Britton y Lang formaron su propia compañía, con la cual viajaron por la India, Sudáfrica y Australia entre 1910 y 1913, interpretando a Shakespeare. Entre sus papeles figuran Catalina en La fierecilla domada , Portia en El mercader de Venecia, Julieta en Romeo y Julieta, así como nuevamente los papeles de Ofelia y Lady Macbeth. 
En 1914, ella y Lang produjeron con éxito La fierecilla domada, El mercader de Venecia, y Hamlet en el Teatro Old Vic. También actuaron juntos en Mr Wu, que fue su papel más famoso. En 1916 participaron juntos en una versión filmada muda de El mercader de Venecia en la que ella nuevamente interpretó a Portia. También trabajó junto a su marido en el film The Wandering Jew (1923), interpretando a Judith.
Tras una enfermedad que duró cuatro años y un retiro temporal, volvió al Old Vic en 1923 para participar en el Festival Shakespeare Birthday, actuando el año siguiente como Volumnia en Coriolano. Siguió actuando hasta 1936. 
En 1940 los Lang se encontraban en casa de un viejo amigo, el novelista Dornford Yates, y su esposa cerca de Pau, en Francia, cuando France se rindió en la Segunda Guerra Mundial, y tuvieron que escapar del avance alemán viajando a Portugal a través de España.
En sus últimos años fue directiva del Teatro Old Vic. Britton falleció en 1965, a los 89 años de edad.

## Selección de interpretaciones de Britton
- Tristram and Iseult, como Arganthael (Teatro Adelphi, 1906)
- Pete, como Kate Cregeen (1908)
- Oliver Twist, como Nancy